# ミリアーニコ
ミリアーニコ（イタリア語: Miglianico）は、イタリア共和国アブルッツォ州キエーティ県にある、人口約4,800人の基礎自治体（コムーネ）。

## 地理

### 位置・広がり

#### 隣接コムーネ
隣接するコムーネは以下の通り。
- アーリ
- フランカヴィッラ・アル・マーレ
- ジュリアーノ・テアティーノ
- オルトーナ
- リーパ・テアティーナ
- トッロ
- ヴィッラマーニャ

## 行政

### 分離集落
ミリアーニコには以下の分離集落（フラツィオーネ）がある。
- Cagialone, Cerreto, Cerreto superiore, Cerrone, Ciummare, Collemarino, Elcine, Foreste, Montupoli, Piane San Pantaleone, Quattro Strade, Valle Sant'Angelo